# Scholastika
Pojem scholastika vychází z latinského slova scholasticus (resp. řeckého σχολαστικός), což znamená „školský, patřící škole“, popř. „školák“ (učitel i žák). Odkazuje jednak ke specifickému způsobu filosofického myšlení, jednak k epoše středověké filozofie, která bývá vymezována 11.–15. stoletím n. l., kdy byla scholastická filosofie rozvíjena zejména na univerzitách západní Evropy.

## Charakteristika
Za Karla Velikého došlo ke spolupráci a oboustranně prospěšné podpoře, která v důsledku umožnila rozkvět scholastické filosofie. Scholastika se snažila o rozumové podepření církevních dogmat. Zakladatelem scholastiky byl anglosaský mnich Alkuin, kterého povolal Karel Veliký po tom, co se zhrozil nad úrovní vzdělanosti panující mezi kněžstvem. Alkuin zorganizoval klášterní školu, která udala směr středověkého vzdělání. Učilo se septem artes liberales – sedmi svobodným uměním, které rozdělil na:
- trivium – gramatika, rétorika, logika
- quadrivium – aritmetika, geometrie, astronomie, hudba

Scholastika je spjata s učenými disputacemi a vznikem univerzit v Evropě, zvláště pak v Cambridge, Oxfordu, Vídni, Krakově, Bologni, Heidelbergu, Lipsku atd.

## Období
Scholastiku rozdělujeme na tři období.

### Raná scholastika
Období 11.–12. století. Hlavně se vede spor o univerzálie (obecné pojmy). Objevují se tři proudy:
- realisté (krajní) – podle nich obecniny existují v mysli Boha (nejprve byly obecniny, pak věci). před věcmi = ante res
- realisté (umírnění) – obecné pojmy existují ve věcech = in rebus a jsou jejich součástí.
- nominalisté – podle nich jsou obecniny abstraktní jména, výplody rozumu (nejprve byly věci, pak obecniny). Názvy vznikly až po věcech = post res.

V tomto období se dále vytváří učební metoda sic et non – ano a ne, se kterou přišel Pierre Abélard. Tato metoda ze vzájemných protikladů vyvozuje konečné řešení. To ovšem nesmí být proti tehdejšímu církevnímu dogmatu. Např. se položí otázka: Je Bůh věčný? Poté se předkládají tvrzení jak pro, tak proti věčnosti Boha. Žáci se tak učí být v pohotovosti a obratně vyjadřovat své názory.

### Vrcholná scholastika
Období 13. století. Je to tzv. století dvou proudů – františkáni a dominikáni. Probíhají tzv. sumarizační snahy – shrnutí všech vědomostí do knih – sumy. Vrcholná scholastika dále reaguje na příchod myšlenek Aristotela do křesťanského světa. Církev je bohatá. První z představitelů je Albert Veliký. Překládal a komentoval Aristotela – „zázrakům a Bohu musí člověk věřit.“ Pokusil se o sepsání první sumy. Tu ale nedokončil a pokračoval v ní jeho žák Tomáš Akvinský.
Akvinský říká, že Bůh je nejdokonalejším bytím a že ostatní skutečnosti jsou stvořené. Rozum a víra jsou podle něj v harmonii – obě mají počátek v Bohu. Filosofie je podle něj služkou víry a jejím úkolem je přibližovat pravdy církevních autorit. K čtyřem antickým ctnostem (uměřenost, statečnost, moudrost a spravedlnost) přidal 3 křesťanské (víra, láska, naděje). Lidský rozum není schopen pochopit božskou podstatu. Tomáš Akvinský mluví o 5 důkazech boží existence:
- pohyb – někdo musel udělit podnět, aby došlo k prvotnímu pohybu
- příčina – vše má příčinu
- nutnost a nahodilost – vše má účel
- nejvyšší dokonalost – musí být
- někdo musí vše řídit

Tomáš Akvinský tvrdil, že "Poznání Boha zprostředkuje víra". Láska v Boha, podle něj, převyšuje víru a poznání. Ke spáse lze dojít, když člověk ví v co věřit, co žádat...
Tvrdil, že člověk je jednotou duše a těla.
Tomáš Akvinský „očistil“ Aristotela od arabských vlivů a přepracoval ho do moderní podoby. V ní klade Boha nad svět a stvořené a domněle tak prokazuje nesmrtelnost duše.
Existují 3 poznání Boha:
- rozumové
- vírou
- intuitivní (po smrti)

### Pozdní scholastika
Období 14.–15. století. Sílí vliv nominalismu (oproti realismu). Postupně dochází ke stagnaci, probíhá spíše rozvoj přírodních věd a křesťanské mystiky.

## Scholastici
- představitelé rané scholastiky (přibližně do roku 1200):
  - Anselm z Canterbury
  - Pierre Abélard
  - Petr Lombardský
  - Gilbert de la Porrée
  - Vilém z Conches
  - Alanus ab Insulis

- představitelé vrcholné scholastiky (13. století):
  - Robert Grosseteste
  - Roger Bacon
  - Albert Veliký
  - Bonaventura z Bagnoreggia
  - Petr Jan Olivi
  - Tomáš Akvinský
  - Aegidius Romanus
  - Jindřich z Gentu
  - Radulphus Brito

- představitelé pozdní scholastiky (po r. 1300):
  - John Duns Scotus
  - Petr Auriol
  - Richard Campsall
  - William Ockham
  - Mikuláš z Autrecourtu
  - Jean Buridan
  - Mikuláš Oresme
  - Tomáš Bradwardine
  - Vilém Heytesbury

- po době stagnace dochází ke vzniku tzv. druhé scholastiky či jezuitské scholastiky:
  - Pedro da Fonseca
  - Francisco Suárez
  - Francisco de Vitoria
  - Rodrigo de Arriaga
  - Leonardus Lessius